# Hebrejská bible

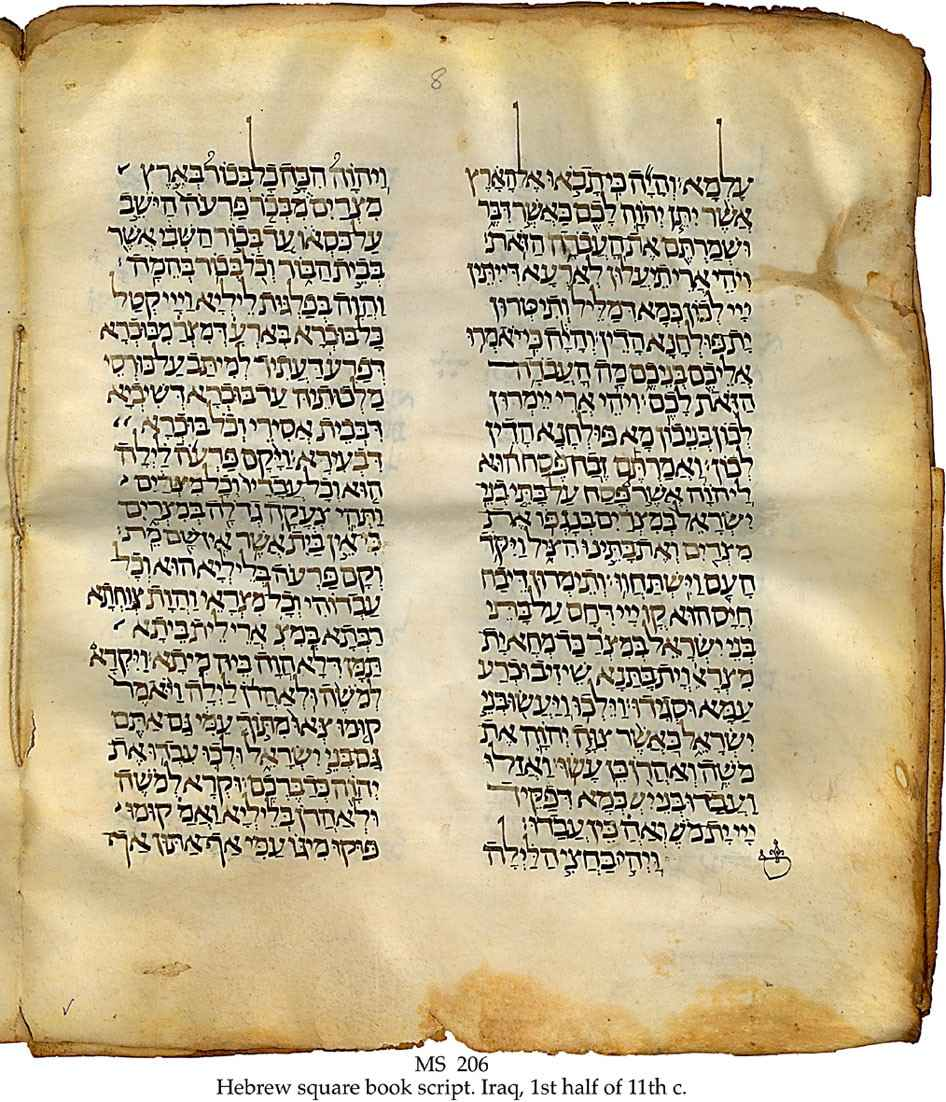
Rukopis targumu z 11. století

Hebrejská bible označuje tu část biblického kánonu, která je společná pro židovství a křesťanství. Pojmu se užívá mezi biblisty jako neutrálního termínu, který se upřednostňuje před označením Tanach, kterého užívají židé, a Starý zákon, jímž označují tyto spisy křesťané.
Označení hebrejská se zde vztahuje buď k jazyku většiny těchto spisů (hebrejština), nebo k označení národa Hebrejů coby izraelskému národu.
Protože pojem hebrejská bible označuje pouze ty části kánonu, které jsou oběma náboženstvím společné, neoznačuje deuterokanonické spisy, které patří do tzv. alexandrijského kánonu Starého zákona, jak je obsažen i v řeckém překladu zvaném Septuaginta (tento kánon uznává katolická a pravoslavná církev). Lze tak zjednodušeně říci, že pojem hebrejská bible je totožný s kánonem Starého zákona, jak jej uznávají protestantské církve, neboť ty uznávají za inspirované pouze spisy obsažené v palestinském kánonu.